# République d'Anvers

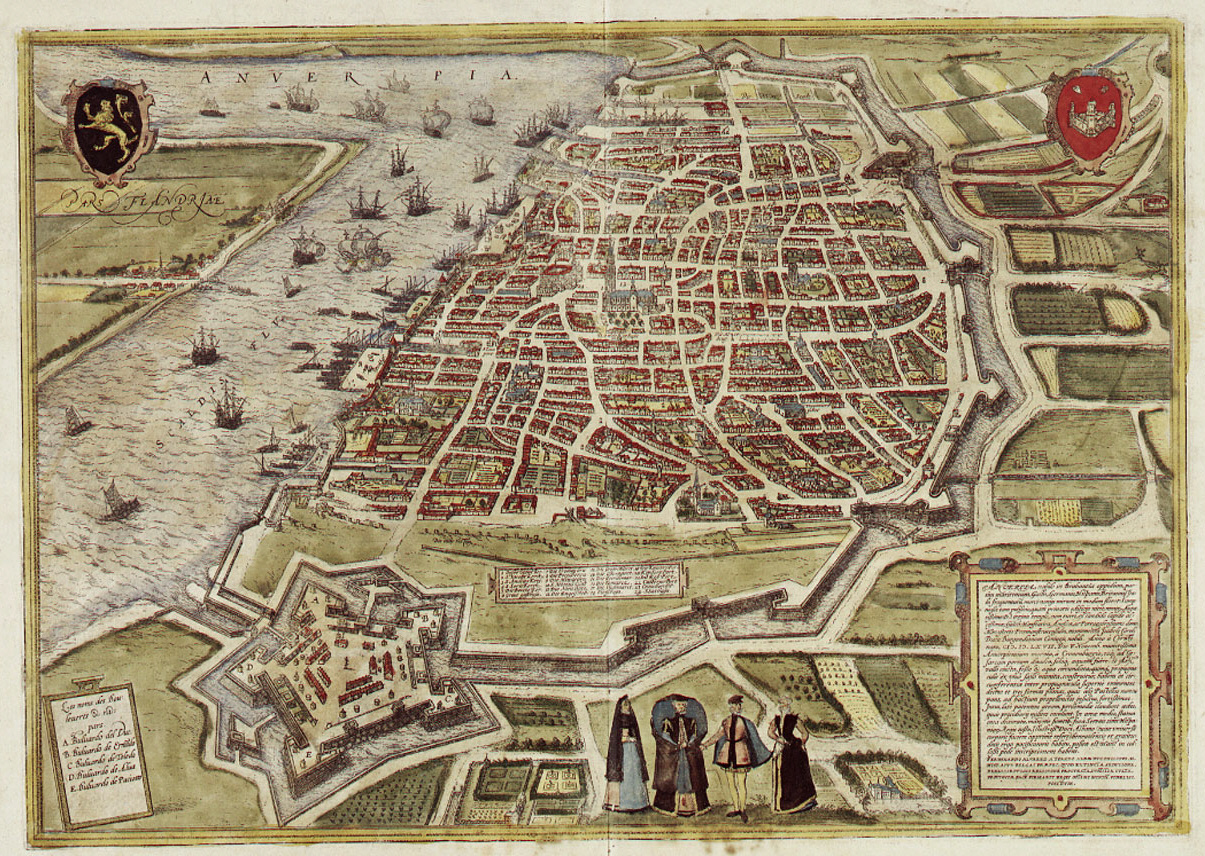
La ville d'Anvers en 1572. Gravure de Frans Hogenberg, dans Civitates Orbis Terrarum de Georgius Braun (1572, édition de 1593) ; exemplaire de la bibliothèque de la duchesse Anne-Amélie à Weimar.

La république d'Anvers est une période de l'histoire de cette ville, de 1577 à 1585, où elle est gouvernée par les révoltés calvinistes, entrant ainsi dans l'insurrection des Pays-Bas commencée en 1568, la guerre de Quatre-Vingts Ans.  
Cette période, aussi connue sous le nom de république calviniste, s'achève avec la prise d'Anvers par les troupes d'Alexandre Farnèse et sa réintégration dans les Pays-Bas espagnols.

## Contexte
En novembre 1576, au cours de la première phase de la guerre de Quatre-Vingts Ans, Anvers est durement touchée par la furie espagnole : le pillage et le massacre par l'armée de Philippe II, roi d'Espagne et duc de Brabant. 
Ces événements conduisent à la pacification de Gand dans l'assemblée des États généraux des Pays-Bas, réunis le 8 novembre 1576, où l'on exige le départ des troupes espagnoles.  

## Déroulement

### Instauration du nouveau régime
Le 20 mars 1577, la garnison espagnole de la citadelle d'Anvers est remplacée par des soldats allemands et wallons qui, en août, sont à leur tour remplacés par des arquebusiers et des tireurs d'Anvers.  
À partir de ce moment, la ville se rapproche des insurgés conduits par Guillaume d'Orange-Nassau.  
Le 22 décembre 1577, sont désignés - à l'instar de ce qui s'est passé à Bruxelles en août et à Gand en novembre - un Comité des XVIII : douze « maîtres de police » (policiemeesters) et six maîtres de fortifications, qui doivent veiller à ce que la ville reste aux côtés des insurgés. Avec la mise en place de ce régime commença le gouvernement de la république calviniste d’Anvers.

### La République d'Anvers dans l'insurrection

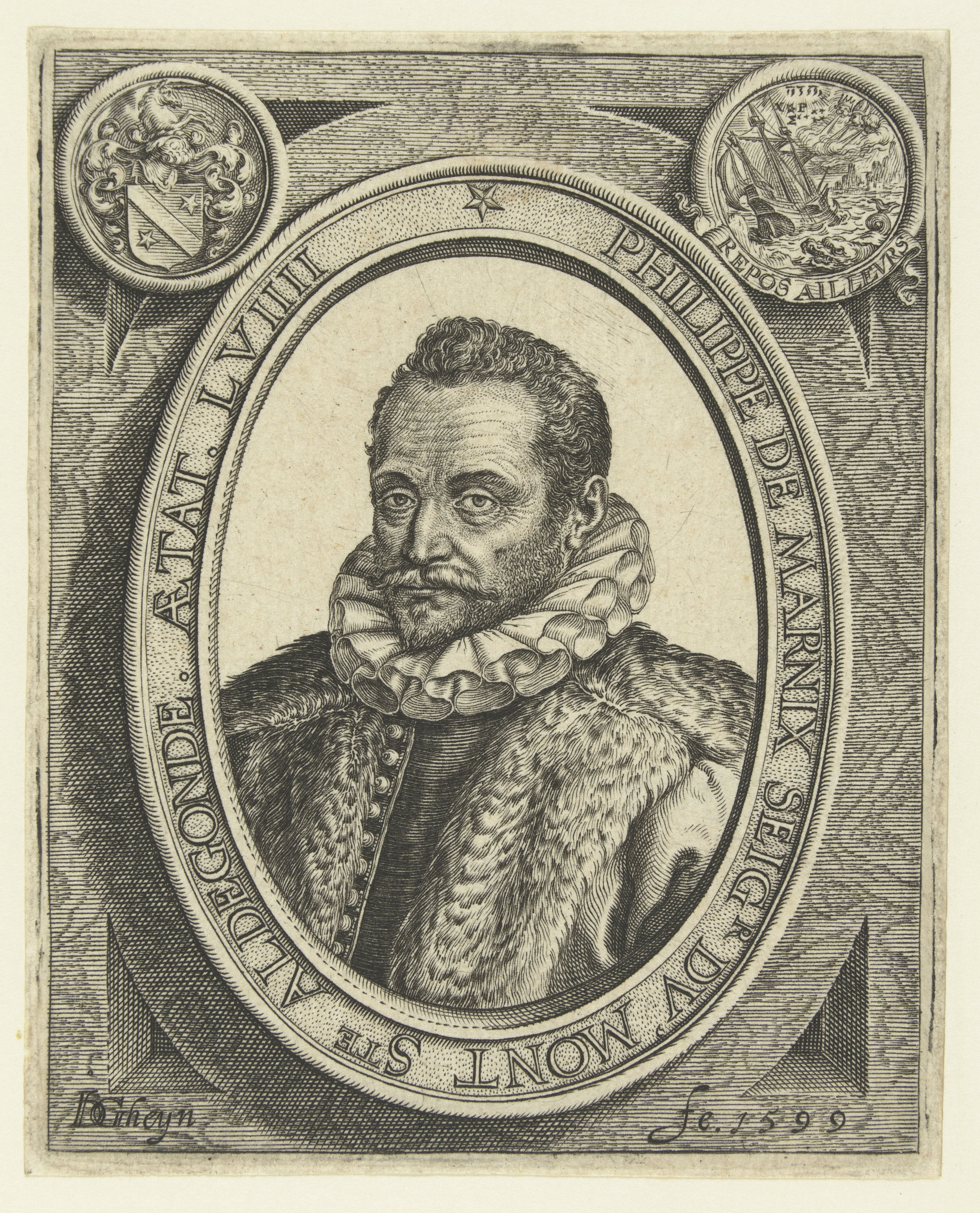
Portrait gravé (1599) de Philippe de Marnix de Sainte-Aldegonde par Jacques de Gheyn le jeune.

Le 29 juillet 1579, Anvers rejoint l'Union d'Utrecht, premier organe officiel de l'insurrection.
Deux ans plus tard, la ville souscrit l'acte de la Haye qui impliqua la déchéance de Philippe II d'Espagne de tous ses droits aux Pays-Bas. La plus grande ville des Pays-Bas, qui comptait à cette époque plus de 100 000 habitants, devient de fait la capitale de l'insurrection, en partie parce que le siège de l'assemblée des États généraux en 1578 avait déjà été transféré de Bruxelles à Anvers.  
La paix religieuse proclamée à Anvers en 1578 disparaît le 1er juillet 1581 avec l'interdiction de la religion catholique.

### François d'Anjou duc de Brabant; le sac d'Anvers
L'année suivante, François d'Anjou est reçu à Anvers comme nouveau souverain des Pays-Bas et couronné duc de Brabant dans la cathédrale. Cependant Guillaume d'Orange reste le véritable chef de l'insurrection. 
Afin de renforcer sa position, Anjou essaie en 1583 de prendre Anvers par la force. Cette entreprise, connue sous le nom de furie française, échoue et Anjou est expulsé.

### Rivalité avec Gand; prise de Gand par les Espagnols
Il y avait une rivalité avec la république de Gand où les calvinistes, prenant un élan beaucoup plus radical que celui du régime d'Anvers, voulaient être en tête de la révolte.  
Des querelles entre les deux dirigeants de Gand, Jan van Hembyze et François de la Kethulle, seigneur de Ryhove, conduisirent ce dernier à s'installer à Termonde, fin 1583, où il bloqua l'approvisionnement de Gand venant d'Anvers par l'Escaut. Hembyze refusa de coopérer avec les États généraux, les États de Brabant, le régime calviniste d'Anvers (qui était avant tout représenté par Guillaume d'Orange) et le stathouder républicain de Flandre, Charles III de Croÿ. Isolée, la ville de Gand fut bientôt assiégée, puis soumise par les troupes espagnoles.

### Le siège d'Anvers
Pour se mettre à l'abri des troupes ennemies, le siège des États généraux fut transféré à Middelbourg en 1583. Sur les conseils de Guillaume d'Orange on désigna, le 30 novembre, Philippe de Marnix de Sainte-Aldegonde comme bourgmestre extérieur (ou forain), en le chargeant de la défense de la ville qui, inévitablement, serait attaquée à mesure que le gouverneur Alexandre Farnèse s'avançait en Flandre et en Brabant.
Le 17 août 1585, après un siège de quatorze mois, la ville tomba de nouveau entre les mains de l'armée royale.
Plus de la moitié des cent mille habitants quittèrent la ville, la plupart pour la République des Sept Provinces-Unies des Pays-Bas.

## Suite et conséquences de la chute d'Anvers
En 1584, Guillaume d'Orange-Nassau est assassiné.
Les insurgés, renonçant à la monarchie, établissent la république des Provinces-Unies, formée des sept provinces du nord des Pays-Bas.
Dès la prise d'Anvers, les Provinces-Unies bloquent l'Escaut, ce qui entraîne la chute du commerce de la ville, permettant l'expansion d'Amsterdam dans les décennies qui suivent..
Plusieurs tentatives ont cependant lieu - en 1605, en 1620, en 1624, en 1638 (bataille de Kallo) et en 1646 - pour reprendre Anvers, mais en vain, et la ville continue de faire partie des Pays-Bas espagnols lorsque le roi d'Espagne reconnaît l'indépendance des Provinces-Unies en janvier 1648 (traité de Münster), 80 ans après le début de l'insurrection.

## Sources
Article issu de celui de la Wikipédia en néerlandais.
- (nl) Algemene Geschiedenis der Nederlanden. Deel 5: De Tachtigjarige Oorlog 1567-1609, 1952, p. 139
- (nl) Bree, Han van, e.a., Het aanzien van een millennium: De val van Antwerpen (1999) 73, Éd. Het Spectrum, Utrecht  (ISBN 9027468443)
- (nl) Jacobs, R., Een kleine geschiedenis van Brussel, Éd. Lannoo, Tielt, 2004  (ISBN 90 209 5269 2), p. 153
- (nl) Lem, Anton van der, Het verhaal van de Opstand. Hoofdstuk 5: De scheiding in de Nederlanden, Université de Leyde
- (nl) Lombaerde, Piet (éd.), Antwerpen versterkt: de Spaanse omwalling vanaf haar bouw in 1542 tot haar afbraak in 1870, Asp / Vubpress / Upa, 2010, p. 49
- (nl) Marnef, Guido, De calvinistische republiek te Antwerpen (1577-1585): een politiek-bestuurlijke analyse (1), dans : Jaarboek 1996/1998 / Provinciale Commissie voor Geschiedenis en Volkskunde, Provinciebestuur, Anvers, 1999, p. 76-77
- (nl) Schelden, B. Vander, De Gentse stadsmagistraat tijdens de calvinistische Republiek (1577-1584), 1.2.3., Université de Gand, Anvers, 2010, p. 18